# Petkovo, Smolean
Petkovo (în bulgară Петково) este un sat în comuna Smolean, regiunea Smolean,  Bulgaria. 

## Demografie
Componența etnică a satului Petkovo
     Bulgari (53,92%)
     Nicio identificare (46,07%)
     Altele (0%)
La recensământul din 2011, populația satului Petkovo era de 306 locuitori. Din punct de vedere etnic, majoritatea locuitorilor (53,92%) erau bulgari. Pentru 46,07% din locuitori nu este cunoscută apartenența etnică.